# 関西六大学野球連盟
一般財団法人関西六大学野球連盟（かんさいろくだいがくやきゅうれんめい、KANSAI6 BASEBALL LEAGUE）とは、関西地区に所在する6大学の硬式野球部で構成された大学野球リーグ。全日本大学野球連盟傘下である。

## 略史
現在の関西六大学野球連盟の誕生には複雑ないきさつが絡む。
1931年秋に結成された関西六校野球連盟に始まる関西大学、関西学院大学、同志社大学、立命館大学、京都帝国大学（現京都大学）、神戸商業大学（現神戸大学）の6校のみによる旧関西六大学野球連盟（以後「旧関六」）が大元であるが、その後、関西地域において先の旧関六以外の大学野球部が所属する連盟が集まる近畿地区大学野球連盟からの度重なる合併申し入れ（最初は近畿大学野球連盟単独で行なわれ、後に近畿地区内の合同要求に発展）に応える形で、1962年に旧関六を最上部に置き近畿地区大学野球連盟とは入れ替え戦で融合された特殊な形態の関西大学野球連合を結成。しかし約20年経過続いた蜜月も、関西六大学リーグの創設校のうち、いわゆる「関関同立」を中心とした伝統校からは、1968年以降長く関西学院大学か立命館大学の下部リーグ落ちが続いた（1973年の秋季と翌春季は両校とも下部リーグに落ちていた。）ことにより「関関同立」が関西六大学リーグに揃わなかったことなどから、伝統の「関関戦」「同立戦」を、公式リーグ戦では行えないなどの不満が次第に高まっていった。
1981年春のリーグ戦で関西学院大学が復帰し、13年ぶりに関関同立が揃ったのも束の間、秋の入れ替え戦で立命館大学の降格が決定した。この立命館大学の降格を引き金に"伝統校"の間で急速に伝統校だけの固定リーグを作る機運が高まる。
1982年に関西六大学野球リーグの入れ替え戦の中止を決定。関西大学野球連合は解体を迎えたが、その後の固定制の大学リーグの構成校の選択をめぐり事態が紛糾。入れ替え戦凍結時の関西六大学所属校に拘らない、関関同立を含む6校を主張する側と、入れ替え戦凍結時の所属校を中心に6校に拘らずに選ぶべき（具体的には解散時の6校に、関関同立に拘るのなら下部リーグに所属している立命館大学・京都大学を招聘した8校などで。）と主張する側で意見の対立が激化。その結果、関関同立を含む6校案を主張する関西大学・関西学院大学と、入れ替え戦により加入していた近畿大学の3校が関西六大学連盟から脱退したことから、連盟理事長がリーグ解散を宣言。この解散宣言により、それまでは脱退組の案に反対していた幹事校の同志社大学も脱退組の新リーグ設立の呼びかけに同調して離脱した。旧下部リーグの京滋大学野球連盟に所属していた関関同立の残り1校である立命館大学と、旧関六の構成校である京都大学を含めた6校で新リーグを結成することになった。この6校は一旦解散した関西六大学野球連盟を復活することを一旦は宣言し、名称も引き続き関西六大学野球連盟とすることを決めていた。なお、この新リーグ（現関西学生リーグ）の最終的な6校が固まる前の段階では京大と同様に旧関六の構成校であった神戸大学にも水面下では参加意思の確認などで関係者の接触が行われていた。
一方、残った2校（大阪商業大学と京都産業大学）は「リーグ解散は無効であり、他の4校は自主的に脱退した。」と主張し、連盟を継続維持するために、下部リーグの中から脱退した新リーグを結成した6校を除いた、かつて関西六大学に所属した実績のある大学である5校に呼びかけ、その呼びかけに応じた4校（神戸大学のみが応じなかった）を臨時に昇格させ関西六大学野球連盟の継承を宣言した。これが現在に続く関西六大学野球連盟になる。
この措置の理念は、本来的には関西六大学野球連盟（旧連盟）の継承と連合の維持継続にあったわけだが、結果的には下部3連盟からの同意が得られず、実質的に臨時昇格させた4校を含めた6校のみの固定された新リーグの結成となった。よって、連盟旗や連盟規約、英語名称なども全く一新され、連盟の結成時期も連合解体後の1982年となっている。ただし、脱退組の新リーグ側が望んでいた関西六大学野球連盟の名称を譲ることは拒否したため、脱退していった新リーグ側はやむなく関西学生野球連盟という名称を名乗ることになった。
なお、連合時代を含めた旧関六リーグの過去の記録に関しては、関西学生野球連盟側と新・関西六大学野球連盟側とが共有していく合意が再編当事になされている。
これらの経緯については関西六大学野球連盟 (旧連盟)の項も参照されたい。

## 沿革
- 1982年 入れ替え戦廃止に伴い関西大学野球連合が解体。再編の結果、新制の関西六大学野球連盟を発足。全日本大学野球選手権大会の出場枠は連合時代を踏襲して関西地区の5連盟で1枠となる。秋季の明治神宮野球大会についても同様となる。
- 1983年 全日本大学野球選手権大会の関西地区の出場権が2つに増枠。
- 1987年 愛知大学野球連盟と対抗戦を開始。
- 1989年 全日本大学野球選手権大会の関西地区の出場権が3つに拡大。
- 1991年 全日本大学野球選手権大会の出場校増加に伴い単独出場権を獲得。
- 1994年 関西地区大学野球5リーグ対抗戦を開始。
- 2005年 明治神宮野球大会の地区枠再編成に伴い関西地区代表枠が2校に増枠。
- 2020年 新型コロナウイルスの影響により春季は中止。秋季は2回戦総当たりで実施。
- 2023年 一般財団法人に移行。

## 運営方法

### 対戦方法
- 固定した6校により春秋でそれぞれリーグ戦を行なう。

試合は1チームあたり1日1試合とし、2戦先勝方式の総当たり戦を行ない、同一対戦カードは基本的に連日で実施する。（引き分けは再試合とし、勝率計算には計上しないが、記録は有効。）
2戦先勝方式
同一の対戦校に対して先に2勝したチームがその相手校に勝利したとして対戦を終了する（1勝1敗の場合は翌日以降に第3戦を行い決着を付ける。）。

### 順位決定方法
勝ち点制により決定。
勝ち点制
同一対戦校に勝ち越した場合に勝ち点1を獲得し、勝ち点が多い方が上位。
勝ち点が同じ場合は全体の勝率比較によって順位を決定。
勝ち点も勝率も同じ場合は、優劣の決定が必要な場合に限り決定戦（プレイオフ）を行なう。（決定戦の成績・記録はリーグ戦としての成績・記録には加算しない。）
勝率
全勝ち数を全試合数（引き分けは除く）で割った数値。

## 試合会場
かつては日生球場をメイン会場としていたが、その後は大阪市南港中央野球場を中心に西京極球場（わかさスタジアム京都）、皇子山球場、舞洲ベースボールスタジアム、ほっともっとフィールド神戸を利用している。京都府のチーム同士の京都産業大学-龍谷大学の試合は必ず西京極で開催する。またその試合の開催週は以前は1試合のみの開催となっていたが、現在は3試合行われ、京都産業大学-龍谷大学は第3試合としてナイター開催される。それ以外の開催週は参加6チームのうち最大で4チーム（2試合）が出場して試合を行う。京都産業大学対龍谷大学の試合は、京都の地元マスコミなどでは「産龍戦」（龍谷大学サイドでは「龍産戦」）と呼ばれ、ナイター開催やKBS京都で中継するケースもあるなど関西学生野球リーグの関関戦・同立戦に準じた伝統戦の扱いを受けている。

## 加盟大学
※大学選手権＝全日本大学野球選手権大会出場回数、神宮大会＝明治神宮大会出場回数。（大学選手権と神宮大会の実績はリーグ発足以前も含む）
| 学校         | 優勝回数 | 最終優勝 | 大学選手権 | 神宮大会 | 最終出場大会      | 備考                                                                                      |
| ------------ | -------- | -------- | ---------- | -------- | ----------------- | ----------------------------------------------------------------------------------------- |
| 龍谷大学     | 30       | 2021年秋 | 17         | 4        | 2021年 神宮大会   | 全日本大学野球選手権ベスト4：3回 明治神宮大会ベスト4：1回 旧：関西六大学野球連盟で優勝1回 |
| 大阪商業大学 | 27       | 2025年春 | 14         | 7        | 2024年 大学選手権 | 全日本大学野球選手権準優勝：2回 明治神宮大会準優勝：1回 旧：関西六大学野球連盟で優勝4回   |
| 大阪学院大学 | 12       | 2010年春 | 5          | 2        | 2010年 大学選手権 | 明治神宮大会ベスト4：2回                                                                  |
| 京都産業大学 | 12       | 2018年秋 | 5          | 1        | 2016年 大学選手権 |                                                                                           |
| 大阪経済大学 | 7        | 2007年秋 | 2          | 3        | 2007年 神宮大会   | 旧：関西六大学野球連盟で優勝1回                                                           |
| 神戸学院大学 | 2        | 2011年秋 | 0          | 0        | -                 |                                                                                           |

## 歴代優勝校
平成以降の優勝校
- ◎：代表決定戦に勝利し明治神宮野球大会出場権獲得

| 開催年 | 春季リーグ優勝 | 秋季リーグ優勝 |
| ------ | -------------- | -------------- |
| 1989年 | 大阪学院大学   | 大阪経済大学   |
| 1990年 | 龍谷大学       | 京都産業大学   |
| 1991年 | 大阪商業大学   | 大阪経済大学◎  |
| 1992年 | 京都産業大学   | 大阪商業大学   |
| 1993年 | 龍谷大学       | 大阪学院大学   |
| 1994年 | 龍谷大学       | 大阪学院大学◎  |
| 1995年 | 大阪学院大学   | 龍谷大学       |
| 1996年 | 大阪学院大学   | 大阪学院大学   |
| 1997年 | 龍谷大学       | 神戸学院大学   |
| 1998年 | 龍谷大学       | 大阪学院大学   |
| 1999年 | 龍谷大学       | 龍谷大学       |
| 2000年 | 龍谷大学       | 龍谷大学◎      |
| 2001年 | 大阪学院大学   | 龍谷大学       |
| 2002年 | 龍谷大学       | 京都産業大学   |
| 2003年 | 京都産業大学   | 龍谷大学◎      |
| 2004年 | 龍谷大学       | 京都産業大学   |
| 2005年 | 京都産業大学   | 龍谷大学       |
| 2006年 | 龍谷大学       | 龍谷大学       |
| 2007年 | 大阪経済大学   | 大阪経済大学◎  |
| 2008年 | 龍谷大学       | 龍谷大学       |
| 2009年 | 龍谷大学       | 龍谷大学       |
| 2010年 | 大阪学院大学   | 龍谷大学◎      |
| 2011年 | 龍谷大学       | 神戸学院大学   |
| 2012年 | 龍谷大学       | 京都産業大学   |
| 2013年 | 京都産業大学   | 大阪商業大学◎  |
| 2014年 | 龍谷大学       | 京都産業大学◎  |
| 2015年 | 大阪商業大学   | 大阪商業大学   |
| 2016年 | 京都産業大学   | 大阪商業大学   |
| 2017年 | 大阪商業大学   | 大阪商業大学◎  |
| 2018年 | 大阪商業大学   | 京都産業大学   |
| 2019年 | 大阪商業大学   | 大阪商業大学◎  |
| 2020年 | 中止           | 大阪商業大学   |
| 2021年 | 大阪商業大学   | 龍谷大学◎      |
| 2022年 | 大阪商業大学   | 大阪商業大学◎  |
| 2023年 | 大阪商業大学   | 大阪商業大学◎  |
| 2024年 | 大阪商業大学   | 大阪商業大学   |
| 2025年 | 大阪商業大学   |                |